# Deutsch-Ostafrikanische Rundschau
Die Deutsch-Ostafrikanische Rundschau war eine deutschsprachige Zeitung in der Kolonie Deutsch-Ostafrika von 1908 bis 1912.

## Geschichte

### Vorgeschichte
Als der neue Gouverneur von Deutsch-Ostafrika Albrecht von Rechenberg im Frühjahr 1906 sein Amt antrat, schlug ihm bald heftiger Widerstand der deutschen Farmer entgegen, da er beabsichtigte die Rechte und allgemeinen Lebensbedingungen der schwarzen Bevölkerung zu verbessern. Deren Deutsch-Ostafrikanische Zeitung und Usambara-Post polemisierten heftig gegen ihn und seine Politik, worauf er diesen behördliche Unterstützungen entzog.
Der erste Versuch einer gouvernementsfreundlichen Zeitung, der Usamaro-Post im Frühjahr 1907 blieb weitgehend erfolglos.

### Gründung und Bestehen
Daraufhin wurde die Deutsch-Ostafrikanische Rundschau gegründet, die am 22. August 1908 erstmals erschien, zunächst einmal wöchentlich. Sie druckte seitdem als einzige Zeitung amtliche Verlautbarungen und Nachrichten aus der Gouvernementsverwaltung. Der Deutsch-Ostafrikanischen Zeitung wurden dagegen  Papierkontingente gekürzt und 250 Regierungsabonnements gestrichen. Der Herausgeber Hermann Passavant fand heraus, dass der Herausgeber der Deutsch-Ostafrikanischen Zeitung Willy von Roy in früheren Jahren einmal wegen eines geringfügigen Delikts verurteilt worden sei, worauf dessen Zeitung den Gouverneur Albrecht von Rechenberg homosexueller Handlungen mit seinem Diener beschuldigte.
Die Deutsch-Ostafrikanische Rundschau wurden von den deutschen Siedlern  weitgehend gemieden, sie enthielten aber als einzige offizielle Mitteilungen.

### Einstellung
Bald nach dem Amtsantritt des neuen Gouverneurs Heinrich Schnee im Frühjahr 1912, der den Siedlern positiver gegenüberstand, wurde die Deutsch-Ostafrikanische Rundschau eingestellt.
Die Deutsch-Ostafrikanische Zeitung veröffentlichte nun wieder die offiziellen Verlautbarungen und übernahm eine Beilage und einen Teil der Abonnenten der Deutsch-Ostafrikanischen Nachrichten.